# Infrastrukturprojekt i Stockholms län 2010-2021
Infrastrukturprojekt i Stockholms län 2010–2021 är de projekt för infrastrukturen i Stockholms län som angavs i Nationell plan för transportsystemet 2010–2021 vilken fastställdes av regeringen den 29 mars 2010.
Planeringen av transportinfrastruktur i Stockholms län påverkades även av Stockholmsöverenskommelsen från december 2007 (även kallat Trafiksatsning Stockholm), av Storstockholms Lokaltrafiks Trafikplan 2020 samt av regionplanen RUFS 2010.

## Översikt
| Projekt                                             | Länsplan 2010-2021             | Stockholms- överenskommelsen                  | RUFS t.o.m. 2020 | RUFS t.o.m. 2030 | Beräknad kostnad (milj. kr) | Finansierad                | Aktuell tidsplan                                                                   |
| --------------------------------------------------- | ------------------------------ | --------------------------------------------- | ---------------- | ---------------- | --------------------------- | -------------------------- | ---------------------------------------------------------------------------------- |
| Spårprojekt                                         |                                |                                               |                  |                  |                             |                            |                                                                                    |
| Citybanan                                           | Ja                             | Ja                                            |                  |                  | 18 405                      | Ja                         | 2009-2017. Färdigställd 2017.                                                      |
| Dubbelspår Nynäsbanan                               | Ja                             | Ja                                            |                  |                  | 776                         | Ja                         | Västerhaninge-Tungelsta 2009-2011, Tungelsta-Hemfosa 2015-2018. Färdigställd 2017. |
| Dubbelspår Södertälje hamn-Södertälje centrum       | Ja                             | Ja                                            |                  |                  | 795                         | Ja                         | 2010-2013. Färdigställd 2013.                                                      |
| Fyrspår Barkarby-Kallhäll                           | Ja                             | Ja                                            |                  |                  | 4 020                       | Ja                         | 2011-2015. Färdigställd 2016.                                                      |
| Fyrspår Tomteboda-Barkarby                          | Nej                            | Ja                                            |                  |                  | 7 790                       | Nej                        | 2016-2023                                                                          |
| Dubbelspår Roslagsbanan, etapp 1 och 2              | Ja                             | Ja                                            |                  |                  | 1 000+1 360                 | Ja                         | 2010-2014, 2013-2017                                                               |
| Tvärbana ost/Saltsjöbanan                           | Ja                             | Ja                                            |                  |                  | 3 400                       | Ja                         | 2013-2018                                                                          |
| Tvärbana norr Solnagrenen                           | Ja                             | Ja                                            |                  |                  | 3 234                       | Ja                         | 2009-2013. Färdigställd 2014.                                                      |
| Tvärbana norr Kistagrenen                           | Ja                             | Ja                                            |                  |                  | 5 050                       | Ja                         | 2014-2018                                                                          |
| Upprustning av Lidingöbanan                         | Ja                             | Ja                                            |                  |                  | 295                         | Ja                         | 2012-2014. Färdigställd 2015.                                                      |
| Spårväg City                                        |                                |                                               |                  |                  | Okänt                       | Offentlig-privat samverkan | 2009-2014                                                                          |
| Spårväg syd                                         | Endast Flemingsberg-Skärholmen | Ja                                            |                  |                  | Okänt                       | Delvis                     | Ej fastlagd                                                                        |
| Spårväg Odenplan-Nya Karolinska-Solna centrum       | Nej                            | Ja (avser tunnelbana Odenplan-Nya Karolinska) |                  |                  | Okänt                       | Nej                        | Ej fastlagd                                                                        |
| Spårväg längs stombusslinje 4                       |                                |                                               |                  |                  | Okänt                       | Nej                        | Ej fastlagd                                                                        |
| Tvärbana Solna station-Bergshamra-Universitetet     | Nej                            | Ja                                            |                  |                  | Okänt                       | Nej                        | 2020-2023                                                                          |
| Tunnelbana (Blå linjen) Kungsträdgården-Nacka Forum | Nej                            | Nej                                           |                  |                  | 2030                        | Ja                         | Inga beslut fattade                                                                |
| Roslagspilen                                        | Nej                            | Nej                                           |                  |                  | Okänt                       | Nej                        | Inga beslut fattade                                                                |
| Roslagsbanan till Arlanda flygplats                 | Nej                            | Nej                                           |                  |                  | Okänt                       | Nej                        | Inga beslut fattade                                                                |
| Vägprojekt                                          |                                |                                               |                  |                  |                             |                            |                                                                                    |
| Norra länken                                        |                                |                                               |                  |                  | 11 920                      |                            | 2007-2015. Färdigställd 2017.                                                      |
| E18 Hjulsta-Kista                                   |                                |                                               |                  |                  | 3 950                       |                            | Färdigställd 2014.                                                                 |
| Sex körfält E4 Södertälje-Hallunda                  |                                |                                               |                  |                  | 140                         |                            | Färdigställd 2012.                                                                 |
| E4 Tomteboda-trafikplats Haga södra                 |                                |                                               |                  |                  | 753                         |                            |                                                                                    |
| Förbifart Stockholm                                 | Ja                             | Ja                                            | Ja               | Ja               | 27 600                      | Ja                         | 2012-2020                                                                          |
| Södertörnsleden                                     |                                |                                               |                  |                  | 1 558                       |                            |                                                                                    |
| Masmolänken                                         |                                |                                               |                  |                  | 1 035                       |                            |                                                                                    |
| Åtta körfält Norrtull-Kista                         |                                |                                               |                  |                  | 33                          |                            |                                                                                    |
| Kollektivtrafikkörfält Danderyds kyrka-Arninge      |                                |                                               |                  |                  | 291                         |                            |                                                                                    |
| Ny Skurubro                                         |                                |                                               |                  |                  | 857                         |                            |                                                                                    |
| Sex körfält Upplands Väsby-Arlanda flygplats        |                                |                                               |                  |                  | 51                          |                            |                                                                                    |
| Östlig förbindelse                                  |                                |                                               |                  |                  |                             |                            |                                                                                    |
| Övrigt                                              |                                |                                               |                  |                  |                             |                            |                                                                                    |
| Projekt Slussen                                     |                                |                                               |                  |                  |                             |                            |                                                                                    |
| Danvikslösen                                        |                                |                                               |                  |                  |                             |                            |                                                                                    |
| Vattenledning Norrtälje- Vallentuna                 |                                |                                               |                  |                  | 500                         |                            | 2011-2015                                                                          |
| Stockholms Ström                                    | Nej                            | Nej                                           |                  |                  |                             | Offentlig-privat samverkan | 2010-2020                                                                          |